# آرا کتیکیان
آرا ژیرایری کتیکیان (ارمنی: Արա Ժիրայրի Կետիկյան؛ زادهٔ ۹ سپتامبر ۱۹۶۹) یک سیاستمدار اهل ارمنستان است که از تاریخ ۱۹۹۹ تا تاریخ ۲۰۰۳ سمت نمایندگی دوره دوم مجلس ملی جمهوری ارمنستان را برعهده داشت.

## زندگی‌نامه
در ۹ سپتامبر ۱۹۶۹ در کیروواکان به دنیا آمد. وی همچنین برنده مدال مارشال باقرامیان، مدال وازگن سارگسیان شده‌است.